# Али Галиб паша Мюстедами
Али Галиб паша Мюстедами (на турски: Ali Galib Paşa, Müstedami) е османски офицер и чиновник.

## Биография
Роден е в 1863 година. От май 1910 до юли 1911 година е валия на Диарбекир, а от август 1911 до януари 1912 година е валия на Кастамону.
Пред август 1912 година става последният косовски валия в Скопие.
Умира в 1918 година.